# Gita Dey
Gita Dey (Bengalisch: গীতা দে, Gītā De; * 5. August 1931 in Kolkata; † 17. Januar 2011 ebenda) war eine indische Schauspielerin des bengalischen Theaters und des bengalischen Films.

## Leben
Bereits als Kind sammelte sie Anfang der 1940er Jahre erste Erfahrungen im Theater und als Filmdarstellerin in Dhirendranath Gangulys Ahuti (1941), Niren Lahiris Dampati (1943) und Sukumar Dasguptas Nandita (1945). Im Alter von 15 Jahren wurde sie verheiratet und unterbrach ihre schauspielerische Tätigkeit für einige Jahre.
In den 1950er Jahren lernte sie den Regisseur und Schauspieler Sisir Bhaduri kennen und spielte unter seiner Ägide fünf Jahre im Group Theatre mit den Schauspielern Gyanesh Mukherjee, Tulsi Lahiri, Shombhu Mitra, Tulsi Chakraborty, Kanu Bannerjee und Dilip Roy sowie den Regisseuren Naresh Mitra und Ahindra Choudhury. Von 1956 an war sie für 18 Jahre am Star Theatre engagiert. Ihre letzte Theaterrolle hatte sie 1996. 
Von 1954 an war sie auch als Hörspielsprecher bei All India Radio tätig.
Ihre Filmarbeit setzte Dey 1956 mit dem Film Shilpi, gefolgt von Lalu Bhulu (1959) von Agradoot, fort. Da sie nicht das notwendige Aussehen für romantische Filmrollen hatte, verlegte sie sich auf das Charakterfach. Über den Schauspieler Kali Bannerjee wurde sie mit dem Regisseur Ritwik Ghatak bekannt und übernahm tragende Rollen in dessen Filmen Meghe Dhaka Tara (1960), Komal Gandhar (1961) und Subarnarekha (1962). In Samapti, der letzten Episode in Satyajit Rays Teen Kanya, spielte sie die Mutter von Aparna Sen.
Gita Dey trat in mehr als 100 Filmen unter nahezu allen namhaften Regisseuren des bengalischen Films auf, so in Tapan Sinhas Jotugriha (1964) und Hatey Bazarey (1967), in Dinen Guptas Regiedebüt Natun Pata (1969), unter Ajoy Kar, Tarun Majumdar, Arabinda Mukherjee und Raja Sen.
Für den Hindi-Film war sie nur gelegentlich und in Kleinstrollen tätig, zuletzt unter anderem in Parineeta (2005).